# Dorp-Tunnel
Der Dorper Tunnel bzw. Dorp-Tunnel ist ein 488 m langer, ehemaliger Eisenbahntunnel im Stadtgebiet von Wuppertal. Er befindet sich auf der 1879 eröffneten und inzwischen stillgelegten Bahnstrecke Düsseldorf-Derendorf–Dortmund Süd, im Stadtgebiet „Wuppertaler Nordbahn“ genannt, zwischen dem ehemaligen Haltepunkt Dorp und dem Ottenbrucher Bahnhof und wird von der Bundesautobahn 46 überquert. Der Tunnel ist über den kompletten Streckenverlauf gekrümmt.
Der Tunnel wurde gelegentlich im Sommer für Vorführungen von Kinofilmen genutzt. Ein Rad- und Fußweg durch den Tunnel ist seit September 2014 als Teil der Nordbahntrasse freigegeben und mit LED-Beleuchtung bei Tag und Nacht nutzbar.

## Galerie

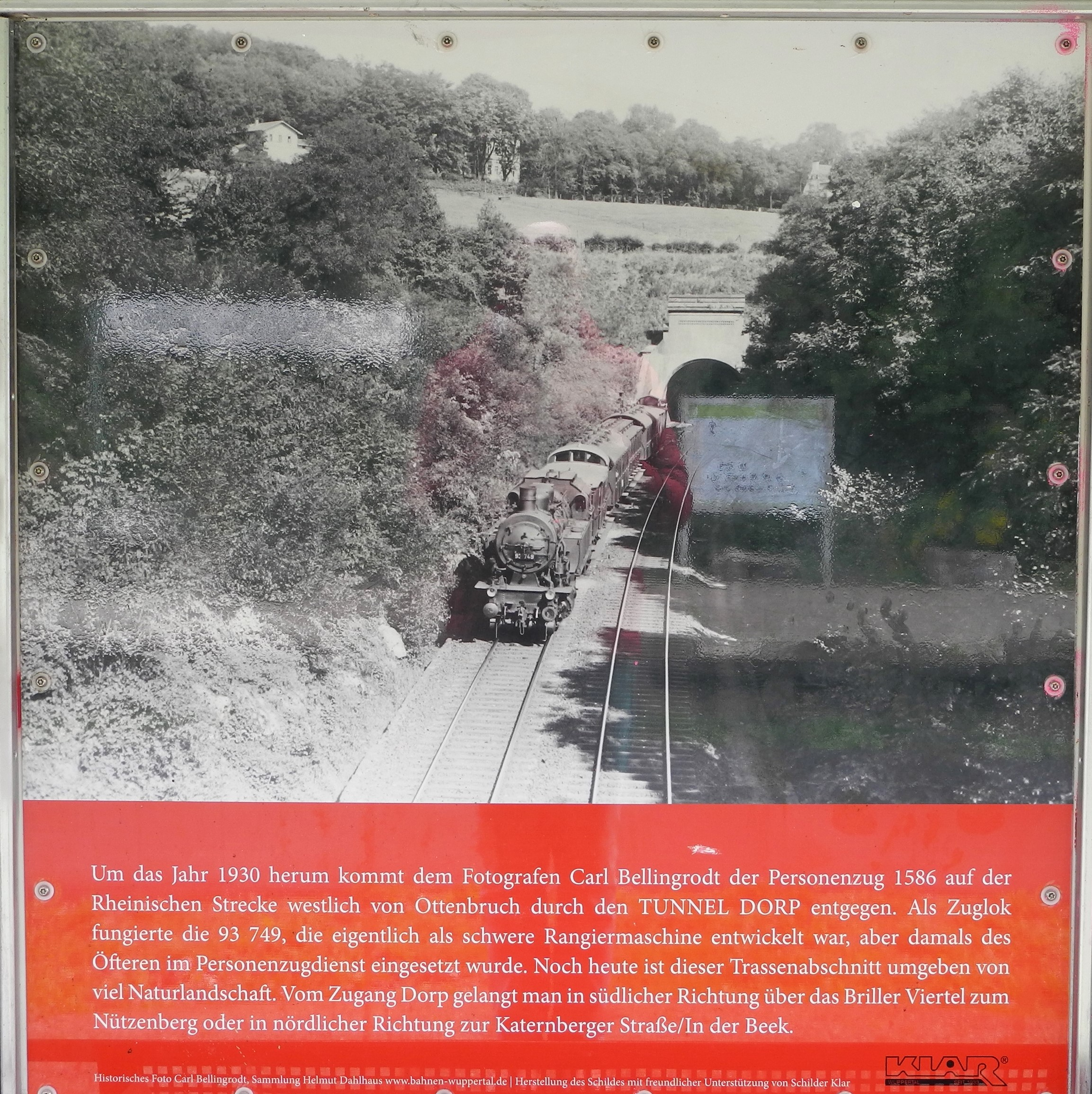
Infotafel mit einem Foto des Tunnels von Carl Bellingrodt um 1930
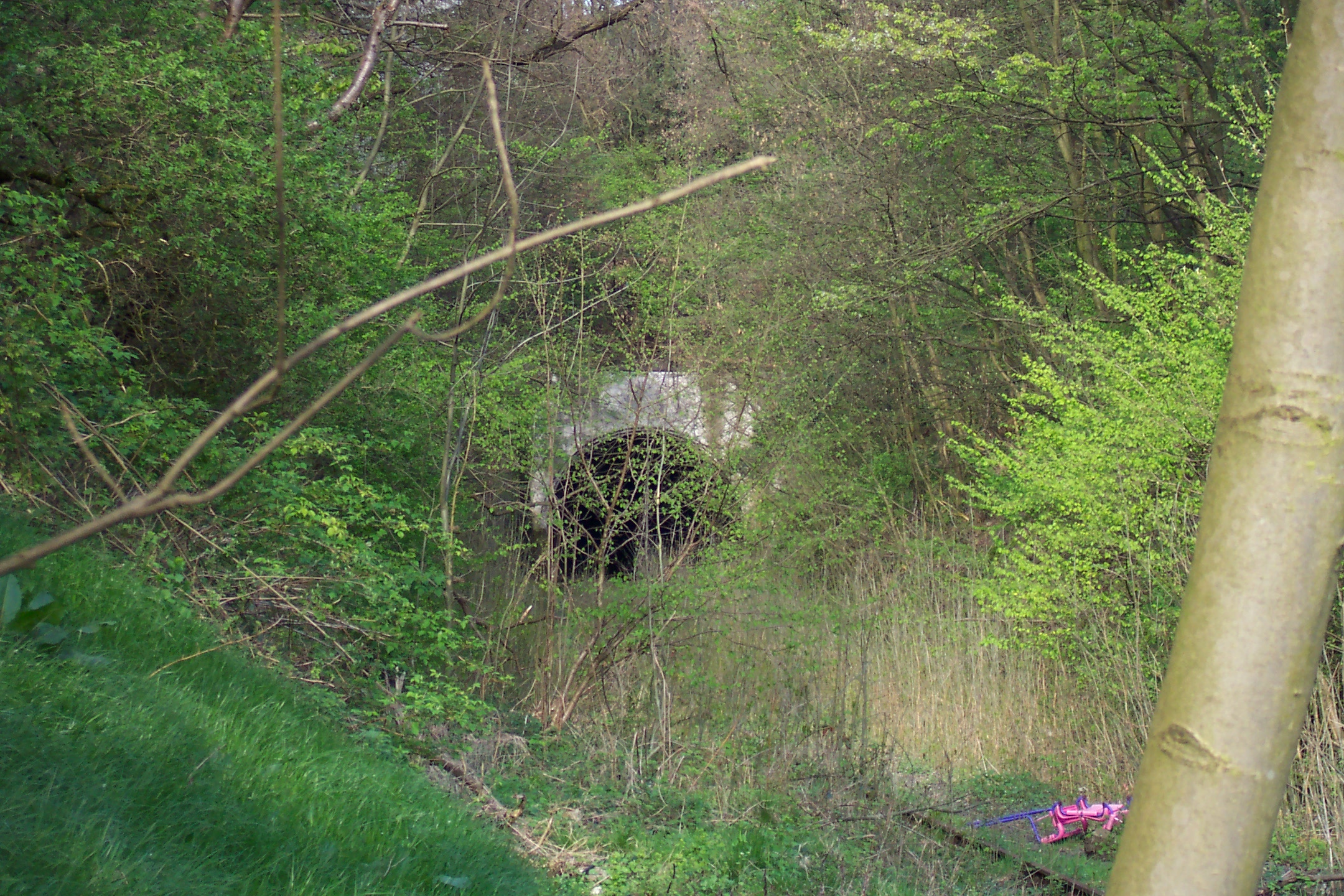
Das westliche Portal nach der Stilllegung
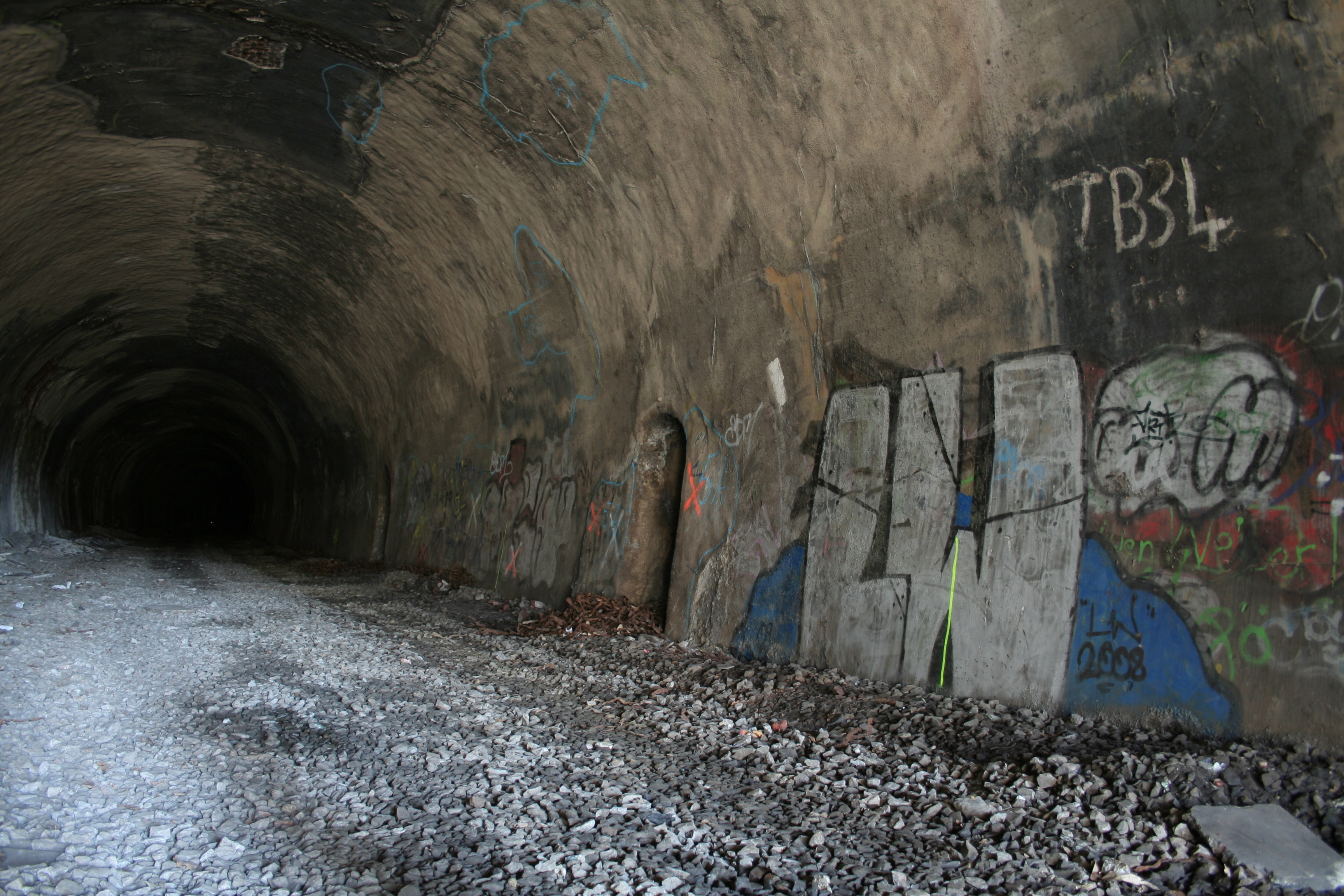
Das westliche Portal mit Blick ins Innere
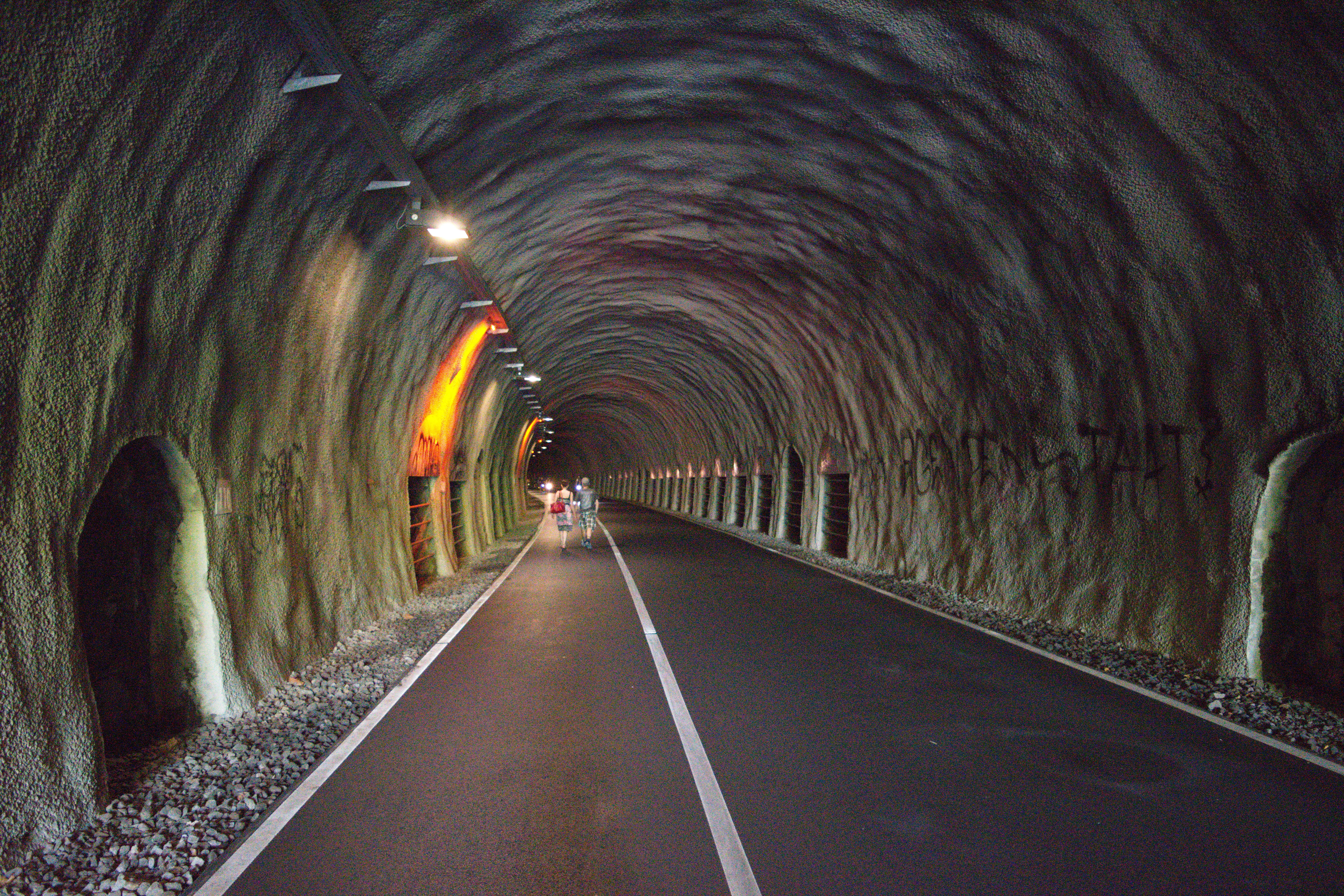
Im Tunnel (2017)